# Serantas
Serantas is een bestuurslaag in het regentschap Natuna van de provincie Riau-archipel, Indonesië. Serantas telt 593 inwoners (volkstelling 2010).